# Siemens & Halske T52

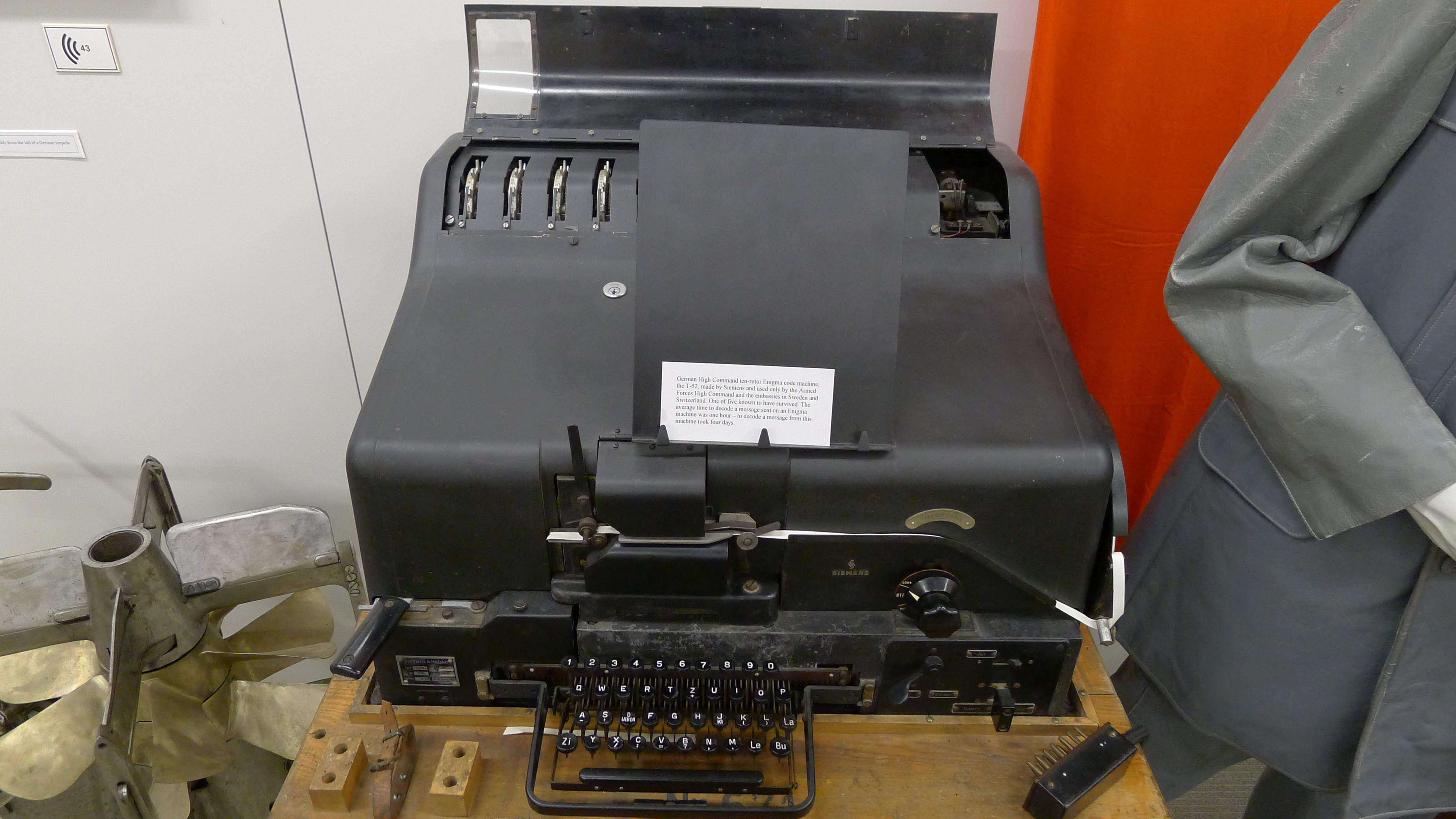
Eine T52 im amerikanischen International Museum of World War II in Natick, Massachusetts

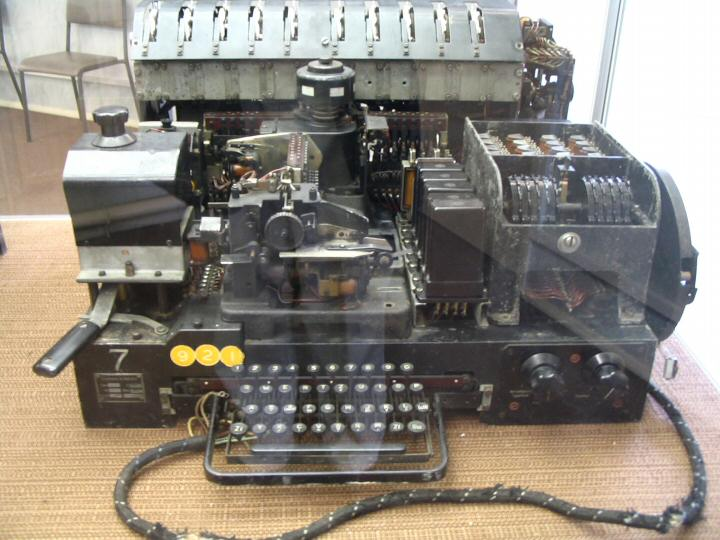
Eine T52 (mit abgenommener Haube) im englischen Bletchley Park

Die Siemens & Halske T52, offiziell damals als Schlüsselfernschreibmaschine (SFM) bezeichnet, zuvor auch als Geheimschreiber, ist eine Rotor-Schlüsselmaschine, die im Zweiten Weltkrieg zur geheimen Übermittlung von Funkfernschreiben diente.
Ihr deutscher Deckname war Sägefisch. Insgesamt wurden zwischen 600 und 1200 Exemplare in vielen unterschiedlichen Modellvarianten hergestellt. Von britischen und amerikanischen Kryptoanalytikern erhielt die T52 den Decknamen Sturgeon („Stör“).

## Geschichte
Während die Enigma-Maschine vor allem durch mobile Truppenteile für taktische Nachrichten benutzt wurde, kam die T52 auf der Kommandoebene der Luftwaffe zum Einsatz. Ursprünglich für die deutsche Kriegsmarine entwickelt, setzte die Luftwaffe die schwere und voluminöse Maschine ab 1942 ein und betrieb sie stationär, ähnlich, wie es das Heer mit dem Lorenz-Schlüssel-Zusatz SZ 42 machte.
Im Gegensatz zur Enigma, bei der man das Ergebnis der Verschlüsselung ablesen, aufschreiben und (dort als Morsezeichen) funken musste, erfolgten diese Schritte bei der T52 automatisch. Der Bediener brauchte den Text nur einzugeben, anschließend wurde dieser durch die Maschine verschlüsselt und als verschlüsselte Fernschreibzeichen gesendet. Beim Empfang erfolgte das Entschlüsseln und Ausdrucken ebenfalls durch die Maschine. Einer der Vorteile dieser einfachen Bedienung war, dass der Anwender auf keiner Seite mit dem Schlüsseltext selbst in Berührung kam.
Im Gegensatz zur T43 (ebenfalls von Siemens & Halske), englischer Deckname Thrasher („Drescher“), die mit einem One-Time-Pad arbeitete, wurde der Klartext bei der T52 zur Verschlüsselung mit einem maschinell erzeugten Schlüssel gemischt. Hierzu dienten fünf unabhängige Binär-Pseudozufallszahlen-Generatoren. Im Unterschied zur Enigma sind die Walzen der T52 nicht verdrahtet und leiten selbst keinen elektrischen Strom, sondern sie weisen eine Vielzahl von veränderbaren Stiften auf, die je nach Stellung einen elektrischen Stromkreis schließen oder nicht.
Die Maschine erlangte in der Geschichte der Kryptographie einige Bedeutung. Praktisch gebrochen wurde die T52 während des Krieges sowohl im Vereinigten Königreich als auch unabhängig davon in Schweden. In diesem Zusammenhang ist insbesondere der schwedische Kryptoanalytiker Arne Beurling (1905–1986) zu nennen.
Die Wehrmacht setzte im Laufe des Krieges die untereinander teilweise inkompatiblen Varianten T52a, T52b, T52c, T52ca, T52d und T52e ein. Eine Nachfolgerin T52f kam nicht mehr zum Einsatz. Die Modelle a und b waren kryptographisch schwach. Die T52d hingegen war ein deutlich verbessertes Gerät, das die erkannten gravierenden Fehler der Vorgänger nicht mehr aufwies, etwa eine kleine Handkurbel zum Rücksetzen der Schlüsseleinheit, welche dazu führte, dass sehr viele verschlüsselte Nachrichten mit identischem Schlüssel verschickt wurden. Eine deutliche Schwächung erfuhr das System durch wiederholte unzweckmäßige Bedienung auch hinsichtlich Schlüsselauswahl und anderen Reduktionen des Schlüsselraums.

## Modelle
Vor und im Laufe des Krieges gab es eine kontinuierliche Weiterentwicklung der Schlüsselfernschreibmaschine (SFM) T52. Dies betraf sowohl die kryptographische Sicherheit als auch eine verbesserte Technik, die sich in unterschiedlichen Modellvarianten niederschlug.

### T52a

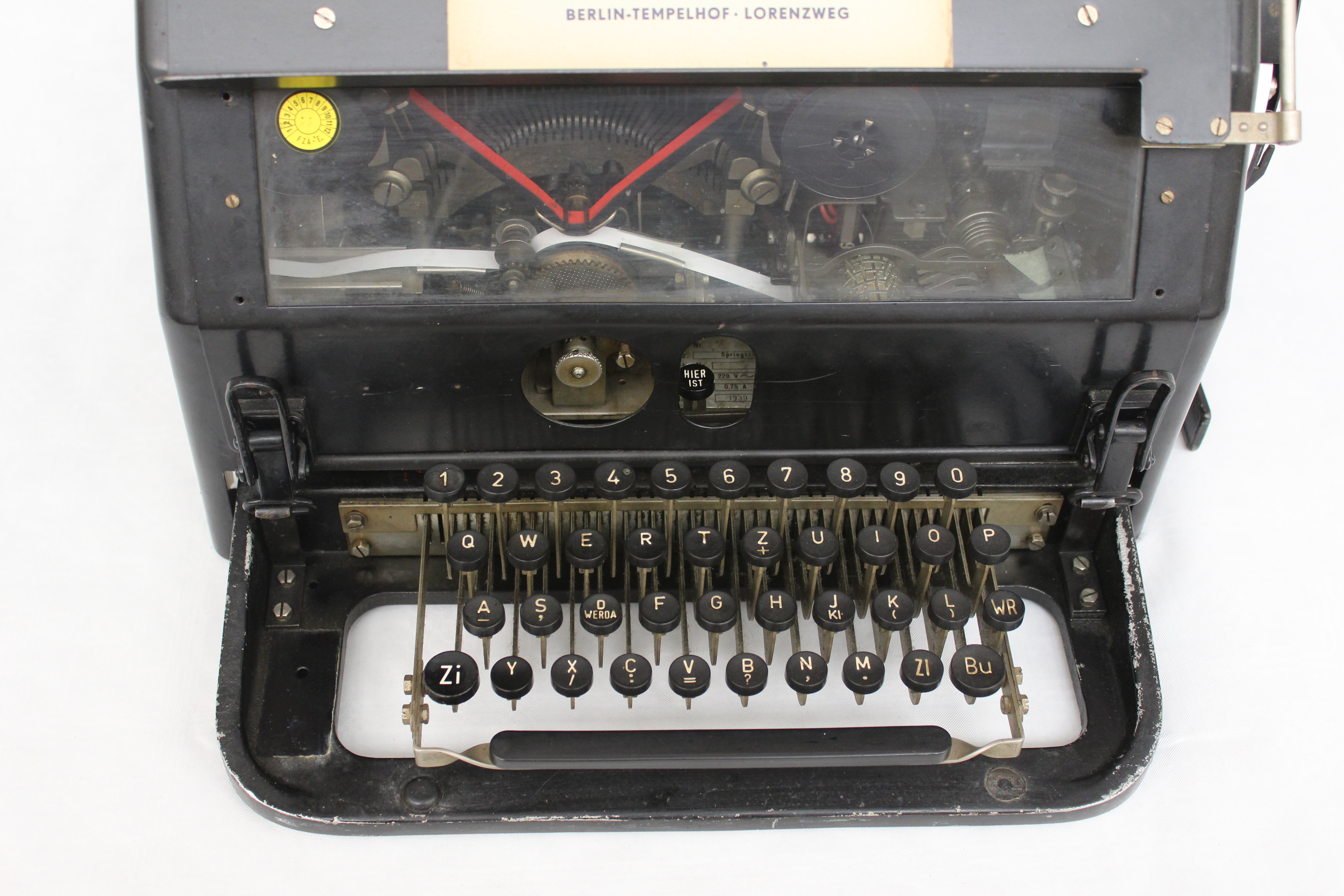
Der Streifenschreiber Lorenz T36 war die Grundlage der T52a und der T52b

Es begann lange vor dem Zweiten Weltkrieg, zwischen 1932 und 1934, mit dem ersten Modell der T52, das später als T52a bezeichnet wurde. Es basierte auf dem Streifenschreiber T36 (Bild), einem Fernschreiber der Firma Lorenz mit Sitz in Berlin-Tempelhof. Die T52a wurde nur in relativ kleinen Stückzahlen produziert. Man erkannte später, dass sie Funkstörungen verursachte.

### T52b
Darauf folgte das Modell T52b. Es erhielt eine neu hinzugekommene Funkentstörung. Ansonsten unterschieden sich die T52a und T52b nicht. Insbesondere waren sie kryptographisch identisch. Zuweilen wurden sie deshalb von OKW/Chi auch als T52a/b bezeichnet. Die T52b wurde während der Zeit von 1934 bis 1942 produziert.
Im Sommer 1942 untersuchte Heinrich Döring, Mathematiker und Kryptologe bei der Inspektion 7 Gruppe VI (In 7/VI), der kryptanalytischen Gruppe des Oberkommandos des Heeres (OKH) mit Sitz am Matthäikirchplatz, unweit des Bendlerblocks in Berlin, die kryptographische Sicherheit der T52a/b. Er konnte zeigen, dass für den im praktischen Betrieb der Maschine nicht auszuschließenden Fall, dass zwei oder mehrere Geheimtexte mit wenigen hunderten Buchstaben Länge zufällig mit gleichen oder ähnlichen Schlüsseleinstellungen gesandt wurden, der Gegner diese relativ leicht brechen konnte. Und tatsächlich waren, was die Deutschen natürlich damals nicht wussten, britische Codebreaker im englischen Bletchley Park (B.P.) mit Schwächen dieser Art bestens vertraut, nutzten sie aus und nannten sie Depth.

### T52c
Die Luftwaffe hatte bereits 1936 spezifische, nicht nur kryptographische, sondern vor allem auch praktische Verbesserungen der Maschine gefordert, die schließlich für das Modell T52c umgesetzt wurden. Dazu gehörte eine optimierte Lochstreifenabtastung. Die T52c („Caesar“) wurde 1941 ausgeliefert und später auch vom Heer eingesetzt.
Heinrich Döring von In 7/VI zeigte auf, dass auch die T52c kaum sicherer war als die T52a/b. Immerhin war sie schwieriger zu brechen als Letztere, jedoch genügte auch bei der T52c ein Textfragment von etwa tausend Buchstaben Länge zur Entzifferung aus. Dem Konstruktionsfehler, der eine drastische Reduktion der zur Verfügung stehenden Schlüsselalphabete bewirkte, wurde abgeholfen und die entsprechende neue Modellvariante als T52ca bezeichnet.

### T52d

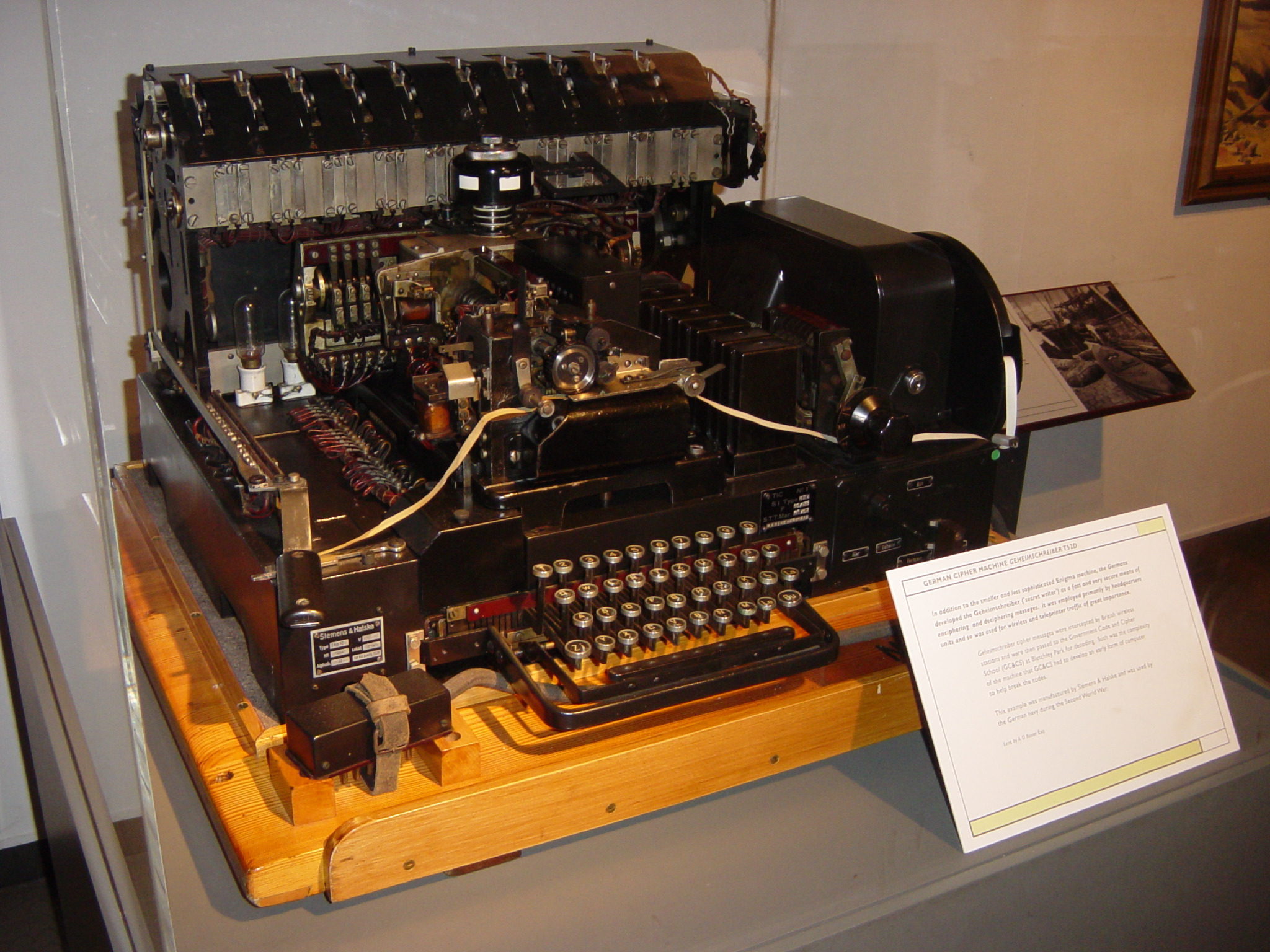
T52d des Imperial War Museum in London

Ab 1943 wurden die meisten T52a/b-Maschinen zur T52d („Dora“-Maschine) umgebaut. Eine wichtige Innovation war die neu hinzugekommene Klartextfunktion (KTF), bei der die unregelmäßige Fortschaltung der Walzen in Abhängigkeit vom Klartextbuchstaben gesteuert wurde. Dies geschah mithilfe eines einzigen Klartext-Bits. Durch diese neue pseudo-unregelmäßige Walzenfortschaltung war sie das kryptographisch bisher mit Abstand stärkste Modell.
Noch im selben Jahr konnte Döring jedoch zeigen, dass auch die T52d unsicher war, was zur Entwicklung ihrer Nachfolgerin, der T52e führte.

### T52e
Ab 1944 wurden die T52c zur T52e („Emil“) verbessert, indem hier bei der T52 zum ersten Mal eine Relaislogik zur Erzeugung der unregelmäßigen Fortschaltung genutzt wurde.

### T52f
Beim Modell T52f wurde die KTF weiter gestärkt, indem nun alle fünf Klartextbits genutzt wurden. Allerdings kam dieses Modell vor Kriegsende nicht mehr zum Einsatz.